# Simira cordifolia
Simira cordifolia là một loài thực vật có hoa trong họ Thiến thảo. Loài này được (Hook.f.) Steyerm. miêu tả khoa học đầu tiên năm 1972.